# Campeonato da Europa de Atletismo de 2018 - Salto em altura feminino
A prova do salto em altura feminino do Campeonato da Europa de Atletismo de 2018 foi disputada entre os dias  8 e 10 de agosto de 2018 no Estádio Olímpico de Berlim em Berlim,  na Alemanha. 

## Recordes
Antes desta competição, os recordes mundiais e do campeonato nesta prova eram os seguintes:
|                       | Nome                                      | Nacionalidade            | Altura  | Local                | Data                                                       |
| --------------------- | ----------------------------------------- | ------------------------ | ------- | -------------------- | ---------------------------------------------------------- |
| Recorde mundial       | Stefka Kostadinova                        | Bulgária                 | 2m 09cm | Roma                 | 30 de agosto de 1987                                       |
| Recorde do campeonato | Tia HellebautVenelina VenevaBlanka Vlašić | Bélgica Bulgária Croácia | 2m 03cm | Gotemburgo Barcelona | 9 de agosto de 2006 9 de agosto de 20061 de agosto de 2010 |
| Recorde europeu       | Stefka Kostadinova                        | Bulgária                 | 2m 09cm | Roma                 | 30 de agosto de 1987                                       |

## Medalhistas
| Oruro             | Prata                    | Bronze                              |
| Mariya Lasitskene | Bulgária Mirela Demireva | Alemanha Marie-Laurence Jungfleisch |

## Cronograma
Todos os horários são locais (UTC+2).
| Data         | Hora  | Evento       |
| ------------ | ----- | ------------ |
| 8 de agosto  | 19:25 | Qualificação |
| 10 de agosto | 19:22 | Final        |

## Resultados

### Qualificação
Qualificação: Desempenho de 1.92 m (Q) ou os 12 melhores qualificados (q). 
| Posição | Grupo | Atleta                     | Nacionalidade              | 1.76 | 1.81 | 1.86 | 1.90 | Resultado | Notas |
| ------- | ----- | -------------------------- | -------------------------- | ---- | ---- | ---- | ---- | --------- | ----- |
| 1       | A     | Mirela Demireva            | Bulgária                   | –    | –    | o    | o    | 1.90      | q     |
| 1       | B     | Marie-Laurence Jungfleisch | Alemanha                   | –    | o    | o    | o    | 1.90      | q     |
| 1       | B     | Morgan Lake                | Grã-Bretanha               | –    | o    | o    | o    | 1.90      | q     |
| 1       | B     | Mariya Lasitskene          | Atletas Neutros Autorizado | –    | o    | o    | o    | 1.90      | q     |
| 1       | B     | Airinė Palšytė             | Lituânia                   | –    | o    | o    | o    | 1.90      | q     |
| 1       | B     | Kateryna Tabashnyk         | Ucrânia                    | –    | o    | o    | o    | 1.90      | q     |
| 7       | A     | Imke Onnen                 | Alemanha                   | –    | o    | o    | xo   | 1.90      | q     |
| 7       | A     | Ana Šimić                  | Croácia                    | –    | o    | o    | xo   | 1.90      | q     |
| 9       | A     | Erika Kinsey               | Suécia                     | o    | o    | o    | xxo  | 1.90      | q     |
| 9       | A     | Yuliya Levchenko           | Ucrânia                    | –    | o    | o    | xxo  | 1.90      | q     |
| 9       | A     | Alessia Trost              | Itália                     | o    | o    | o    | xxo  | 1.90      | q     |
| 12      | B     | Michaela Hrubá             | Chéquia                    | o    | o    | o    | xxx  | 1.86      | q     |
| 12      | A     | Oksana Okunyeva            | Ucrânia                    | o    | o    | o    | xxx  | 1.86      | q     |
| 12      | B     | Karina Taranda             | Bielorrússia               | o    | o    | o    | xxx  | 1.86      | q     |
| 15      | B     | Elena Vallortigara         | Itália                     | o    | o    | xo   | xxx  | 1.86      |       |
| 16      | B     | Sofie Skoog                | Suécia                     | –    | xo   | xo   | xxx  | 1.86      |       |
| 17      | A     | Ella Junnila               | Finlândia                  | xo   | o    | xxo  | xxx  | 1.86      |       |
| 18      | A     | Nikki Manson               | Grã-Bretanha               | o    | o    | xxx  |      | 1.81      |       |
| 18      | A     | Lada Pejchalová            | Chéquia                    | o    | o    | xxx  |      | 1.81      |       |
| 18      | A     | Desirée Rossit             | Itália                     | o    | o    | xxx  |      | 1.81      |       |
| 18      | B     | Daniela Stanciu            | Roménia                    | o    | o    | xxx  |      | 1.81      |       |
| 18      | B     | Marija Vuković             | Montenegro                 | –    | o    | xxx  |      | 1.81      |       |
| 23      | A     | Claire Orcel               | Bélgica                    | xo   | o    | xxr  |      | 1.81      |       |
| 24      | B     | Tonje Angelsen             | Noruega                    | o    | xxo  | xxr  |      | 1.81      |       |
| 25      | A     | Eleriin Haas               | Estónia                    | o    | xxx  |      |      | 1.76      |       |

### Final
| Posição           | Atleta                     | Nacionalidade              | 1.82 | 1.87 | 1.91 | 1.94 | 1.96 | 1.98 | 2.00 | 2.02 | 2.04 | Resultado | Notas                |
| ----------------- | -------------------------- | -------------------------- | ---- | ---- | ---- | ---- | ---- | ---- | ---- | ---- | ---- | --------- | -------------------- |
| Medalha de ouro   | Mariya Lasitskene          | Atletas Neutros Autorizado | –    | o    | o    | o    | xo   | o    | xo   | –    | xxx  | 2.00      |                      |
| Medalha de prata  | Mirela Demireva            | Bulgária                   | –    | o    | o    | xo   | –    | –    | xxo  | –    | xxx  | 2.00      | =                    |
| Medalha de bronze | Marie-Laurence Jungfleisch | Alemanha                   | o    | o    | o    | o    | o    | xxx  |      |      |      | 1.96      | =                    |
| 4                 | Airinė Palšytė             | Lituânia                   | o    | xo   | o    | o    | xo   | xxx  |      |      |      | 1.96      | Recorde da temporada |
| 5                 | Kateryna Tabashnyk         | Ucrânia                    | o    | o    | o    | o    | xxx  |      |      |      |      | 1.94      |                      |
| 6                 | Michaela Hrubá             | Chéquia                    | o    | xxo  | o    | xxx  |      |      |      |      |      | 1.91      | Recorde da temporada |
| 7                 | Morgan Lake                | Grã-Bretanha               | o    | o    | xo   | xxx  |      |      |      |      |      | 1.91      |                      |
| 8                 | Alessia Trost              | Itália                     | o    | o    | xxo  | xxx  |      |      |      |      |      | 1.91      | =                    |
| 9                 | Yuliya Levchenko           | Ucrânia                    | o    | xo   | xxo  | xxx  |      |      |      |      |      | 1.91      |                      |
| 10                | Oksana Okunyeva            | Ucrânia                    | o    | o    | xxx  |      |      |      |      |      |      | 1.87      |                      |
| 10                | Ana Šimić                  | Croácia                    | o    | o    | xxx  |      |      |      |      |      |      | 1.87      |                      |
| 12                | Karina Taranda             | Bielorrússia               | xo   | xo   | xxx  |      |      |      |      |      |      | 1.87      |                      |
| 13                | Erika Kinsey               | Suécia                     | o    | xxo  | xxx  |      |      |      |      |      |      | 1.87      |                      |
| 14                | Imke Onnen                 | Alemanha                   | xxo  | xxx  |      |      |      |      |      |      |      | 1.82      |                      |

Legenda
| Recorde mundial       | Recorde mundial (World record)               |                       | Recorde africano                      | Recorde africano (African) |                                           | Q | Classificado por posição (Qualified) |
| Recorde do campeonato | Recorde do campeonato (Championship record)  | Recorde da América    | Recorde da América (Americas)         | q                          | Classificado por melhor tempo (Qualified) |   |                                      |
| Melhor marca do ano   | Melhor marca do ano (World leading)          | Recorde asiático      | Recorde asiático (Asian)              | DNS                        | Não largou (Did not start)                |   |                                      |
| Recorde nacional      | Recorde nacional (National record)           | Recorde europeu       | Recorde europeu (European)            | DNF                        | Não terminou (Did not finish)             |   |                                      |
| Recorde pessoal       | Recorde pessoal do atleta (Personal best)    | Recorde da Oceania    | Recorde da Oceania (Oceania)          | DSQ / DQ                   | Desclassificado (Disqualified)            |   |                                      |
| Recorde da temporada  | Recorde da temporada do atleta (Season best) | Recorde sul-americano | Recorde sul-americano (South America) | NM                         | Sem marca (No mark)                       |   |                                      |